# P̄
P̄ (minuskule p̄) je speciální znak latinky. Nazývá se P s vodorovnou čárkou. V současnosti se nepoužívá v žádném jazyce, ale dříve se používal ve středověkých rukopisech ve francouzštině a latině jako zkratka pro slovo pre. V Unicode má P̄ kód U+0050 U+0304 a p̄ kód U+0070 U+0304